# Alcalá de Henares
Alcalá de Henares – miasto w Hiszpanii nad rzeką Henares (dopływ rzeki Jarama), w regionie Madryt. Położone jest 30 km od Madrytu.

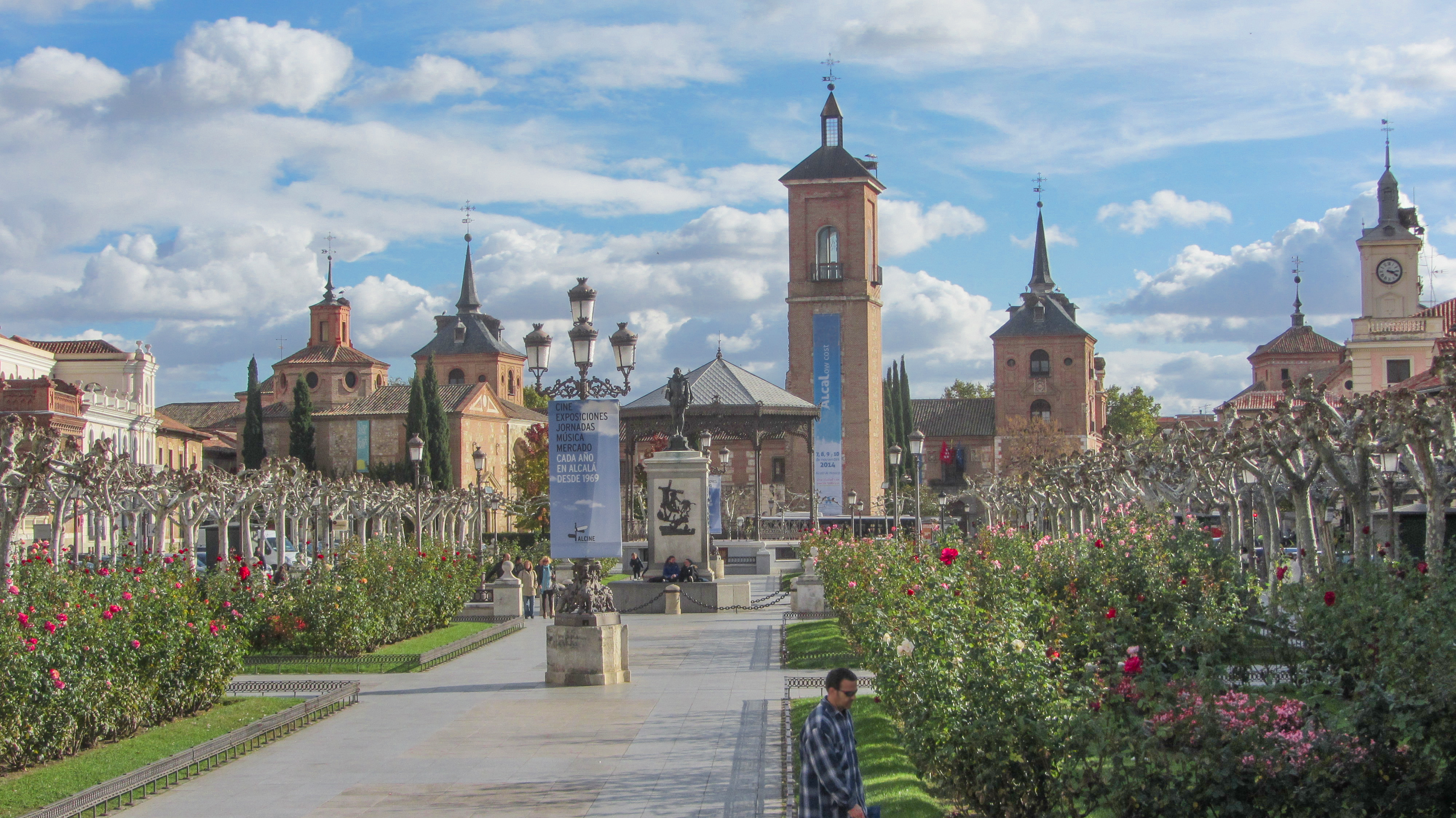
Plac Cervantesa

Miasto jest jednym z najstarszych w Hiszpanii, z tego powodu jego zabytkowe centrum zostało wpisane na Listę Światowego Dziedzictwa UNESCO. W XV wieku powstał tu Uniwersytet.
Początki miasta sięgają czasów XII w. – XV wieku, kiedy to często było miejscem obrad Kortezów i rezydencją królów kastylijskich. Z końcem XV wieku arcybiskup Toledo, Francisco Ximénez de Cisneros ufundował tu, na wzór wielkich ośrodków naukowych ówczesnej epoki, Colegio Mayor, Colegio de San Ildefonso oraz 13 mniejszych kolegiów. Następnie utworzono Colegio de San Filipe i Santiago i Colegio del Rey, te ostatnie ufundował zaś Filip II. Dziś Uniwersytet Alcalá jest bardzo prężnym ośrodkiem naukowo-dydaktycznym, kształcącym rocznie tysiące studentów, w tym także wielu obcokrajowców. W historii miasta ważną postacią jest sam Miguel de Cervantes autor powieści Don Quijote, który przyszedł tu na świat; urodzili się tu również Ferdynand I Habsburg i Katarzyna Aragońska. Centralny plac miasta nosi nazwę Plaza de Cervantes, na którym znajduje się muzeum Cervantesa. Miasto posiada wiele atrakcji turystycznych, można tu odnaleźć ślady kultury rzymskiej, muzułmańskiej, różnych prądów i epok kultury europejskiej.
Jest to również miasto o dobrze rozwiniętym przemyśle chemicznym (przede wszystkim włókna syntetyczne) i farmaceutycznym oraz sferze usług. Jest tu także przemysł spożywczy (mięsny, olejarski, młynarski).
Miasto z najliczniejszą Polonią w Hiszpanii powstałą w wyniku pierwszej fali migracji zarobkowej po 1989 roku. W 2001 było w mieście ok. 4000 mieszkańców pochodzenia polskiego, ale tylko 1536 zameldowanych na stałe. W 2019 było 1331 stałych rezydentów polskich.
W mieście znajduje się stacja kolejowa Alcalá de Henares.

## Galeria

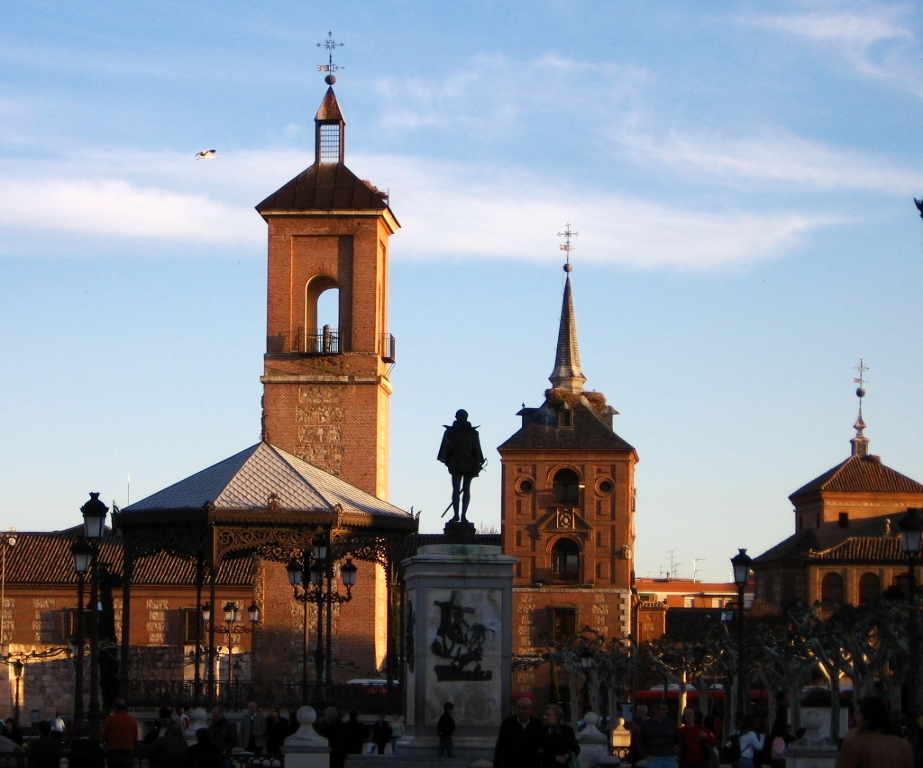
Plac Cervantesa w Alcala de Henares
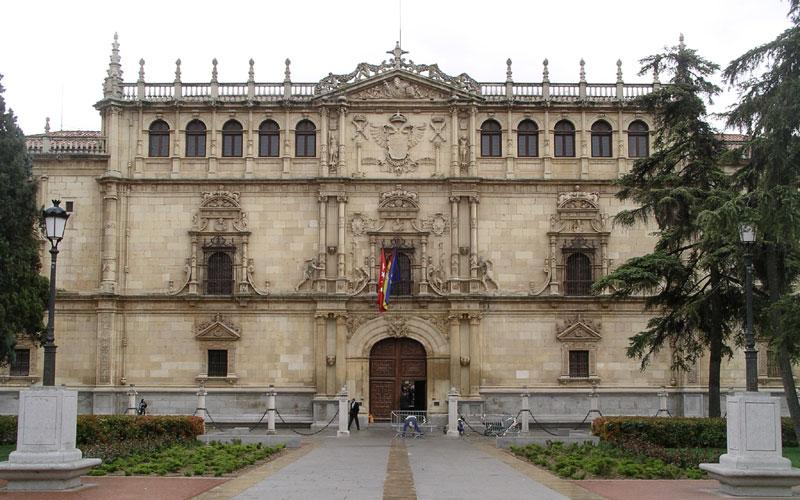
Uniwersytet
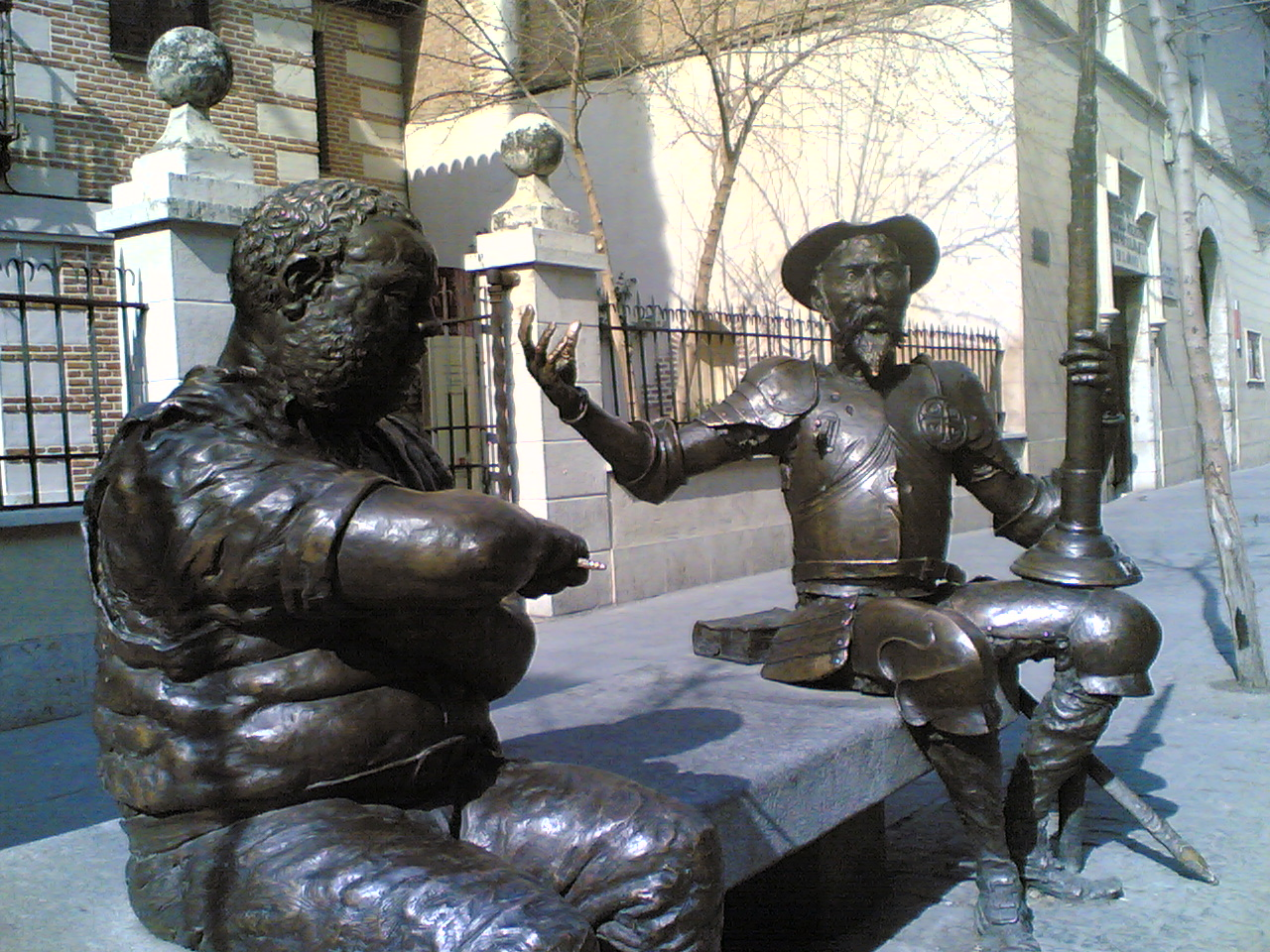
Pomniki Don Kichota i Sancho Pansy – symboli miasta
Ludność

## Miasta partnerskie
- Peterborough, Wielka Brytania
- Talence, Francja
- Lublin, Polska
- San Diego, USA
- Alba Iulia, Rumunia